# Kristin Quick
Kristin Quick est une actrice américaine née le 30 juillet 1989 à Bellflower, Californie (États-Unis).

## Filmographie
- 1998 : The Christmas Path
- 1998 : Emma's Wish (TV) : Playing Child
- 1999 : Baby Huey's Great Easter Adventure (vidéo)
- 1999 : The Apartment Complex (TV) : Redhead
- 1999 : Annie (TV) : Orphan Sam
- 1999 : Saint-Nicholas et le nouveau monde (Santa and Pete) (TV)
- 2000 : Space Cowboys : Young Museum Attendant
- 2000 : Malcolm (Je ne suis pas un monstre)
- 2006 : Art School Confidential : Girl Student
- 2006 : Les Benchwarmers ça chauffe sur le banc (The Benchwarmers) : Kristen
- 2013 : Crush de Malik Bader : une « gothique »

## Récompenses et nominations

### Récompenses
- 2000 : Emmy du meilleur réalisateur pour une série comique pour Je ne suis pas un monstre (épisode 1 saison 1 de Malcolm)